# Origen (álbum de Dulce María)
Origen es el cuarto álbum de estudio como solista de la cantante mexicana Dulce María. Su estreno será el 22 de octubre de 2021. Es el cuarto álbum de Dulce María como solista y el primero que ha publicado de forma independiente. Fue producido por Stefano Vieni, productor electo por la intérprete. Su grabación inició a finales de mayo de 2018 y finalizó a mediados de agosto del mismo año en Ciudad de México. El título del álbum fue revelado el 25 de abril de 2018 por parte de Dulce María a través de sus redes sociales mientras anunciaba su segundo Teatro Metropolitan que se llevará a cabo el 5 de octubre con el fin de presentar allí este nuevo álbum.
El 8 de diciembre de 2022 lanzó la versión deluxe del álbum que incluye siete canciones adicionales, entre ellas, una colaboración con su esposo Paco Álvarez llamada Pequeña, en honor a su hija Maria Paula.

## Información del álbum
Este nuevo concepto que Dulce María está implementando en su nuevo álbum en cuanto al arte ella expreso que el diseño, las fotografías, el vestuario, etc., reflejan la época en que se originó la humanidad, los comienzos de la civilización y las raíces de las que cada individuo es descendiente. En cuanto a la parte musical, Dulce María expresó que quiere reflejar en este álbum como se sentía desde el inicio, el origen de su carrera y en el transcurso de ella hasta el día de hoy, es por esa razón que tomó el frente en este álbum y está involucrada en él al 100%. Desde la producción creativa, los arreglos musicales, el arte del álbum y el concepto del mismo estuvo a cargo por primera vez de la intérprete de «Rompecorazones», además es la primera vez que un álbum de Dulce María solo contiene canciones solo compuestas por ella. Dulce María tuvo la libre elección de ponerle el nombre al álbum; como dato curioso ella ya tenía el nombre del álbum sin siquiera haberlo grabado.
1. ↑  https://www.efe.com/efe/america/mexico/dulce-maria-rompe-con-su-pasado-en-origen-el-disco-que-siempre-quiso-hacer/50000545-4658604

 El primer sencillo del álbum se llamará «Lo que ves no es lo que soy» y fue anunciado el 20 de agosto de 2018 por medio de un video que la cantante publicó en sus redes sociales este día. El video cuenta con una secuencia de imágenes y una colección de videos que muestran a Dulce María desde que inició su carrera a los cinco años hasta sus proyectos actuales, además también contiene una previa de audio del sencillo próximo a estrenar y un mensaje narrado por ella misma donde explica el significado de este nuevo proyecto musical, el mensaje dice:
"Durante años he entregado mi corazón, mi tiempo y todo lo que soy en el escenario interpretando o contando historias de alguien más, necesitaba hacer una pausa y recordar porque comenzó este viaje, necesitaba reencontrarme y rescatar mis sueños, contar mis historias. Necesitaba regresar al origen".

## Lista de Canciones

### Edición Standard
1. Origen (Radio Edit)
2. Sin Ti
3. Más Tuya Que Mía
4. Nunca
5. Tiempo Extra
6. Cupido Criminal
7. Lo Que Ves No Es Lo Que Soy
8. Te Daría Todo
9. Tú y Yo
10. Quién Serás
11. Amigos Con Derechos
12. Origen (Versión Larga)

### Edición Deluxe
1. La que un Día te Amó
2. Déjame Ser
3. Lejos
4. Me Fui - Versión Origen
5. Más Tuya que Mía - Versión Acústica
6. Intento de Amor
7. Pequeña (con Paco Álvarez)